# Rachel McAdams
Rachel McAdams   (London, 17 de novembre de 1978) és una actriu canadenca de cinema i televisió.
Després de graduar-se en un programa de teatre de quatre anys a la Universitat de York, el 2001, va treballar constantment en produccions canadenques, com ara My Name Is Tanino (2002), Perfect Pie (2002) o la sèrie Slings and Arrows (2003-2005), fins que va arribar a la fama amb pel·lícules com Mean Girls (2004) o el drama romàntic The Notebook (2004). Per aquesta última actuació va aconseguir estupendes crítiques. Posteriorment, és habitual la seva presència en pel·lícules com ara Red Eye (2005), De boda en boda (2005), The Family Stone (2005), Married Life (2008), State of Play (2009), Sherlock Holmes (2009) i la seva seqüela, Morning Glory (2010) i Midnight in Paris (2011), entre d'altres.
És considerada pels mitjans de comunicació com "la nova noia de Hollywood", i com "la pròxima Julia Roberts".
El 14 gener 2016 rep la seva primera nominació als Premis Oscar en la categoria Millor Actriu de Repartiment pel seu paper en la pel·lícula Spotlight.

## Biografia
McAdams va néixer a London, Ontario (Canadà), i es va criar a St. Thomas. El seu pare, Lance, és camioner, i la seva mare, Sandra, és infermera. Per part de la seva àvia té ascendència gal·lesa. McAdams té un germà gran, Daniel, i una germana petita, Kayleen. A quatre anys va començar a patinar sobre gel i amb  dotze anys es va iniciar en la interpretació, acudint a l'Original Kids Theatre Company, a Ontario. El 2001 es va graduar a la Universitat de York, a Toronto, amb una llicenciatura de "Bachelor of Fine Arts" (Belles arts). També va estudiar amb la Companyia de Teatre Infantil de London.

### Primers èxits (2001-2005)

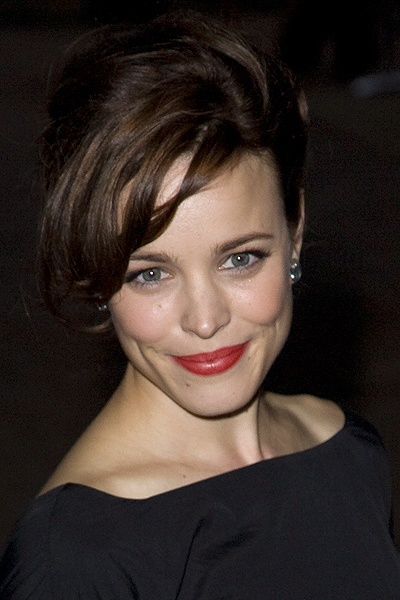
McAdams en el Festival Internacional de Cinema de Toronto (2007).

Després d'aparèixer al seu país en la sèrie de televisió "Shotgun Lovedolls" (2001) i intervenir en el telefilm "Guilt by Association" (2002), McAdams va debutar al cinema protagonitzant la pel·lícula "My Name is Tanino" (2002), una comèdia coproduïda entre Itàlia i el Canadà que va dirigir Paolo Virzi. Aquest mateix any actua en la pel·lícula Perfect Pie, sent nominada als "Premis Genie" del Canadà, per la seva interpretació de l'adolescent Patsy Grady.
La seva primera pel·lícula a Hollywood va ser el 2002, en la comèdia The Hot Chick, en la qual va interpretar una estudiant que canvia de cos amb un criminal (Rob Schneider). A l'any següent va tornar al Canadà per fer un paper recurrent en la sèrie "Slings and Arrows" (2003-2005), rebent dues nominacions per als Premis Gemini pel seu treball en la sèrie, resultant guanyadora en una d'elles.
El 2004 arriben els seus dos papers estrella i probablement els més reeixits i recordats fins al dia d'avui. El primer va ser la comèdia juvenil Mean Girls, coprotagonitzada per Lindsay Lohan. McAdams va rebre crítiques favorables per la seva interpretació de l'adolescent Regina George, una estudiant maliciosa. El seu segon paper va ser en el drama romàntic El quadern de Noah, una adaptació de la novel·la de Nicholas Sparks. McAdams i Ryan Gosling van interpretar una parella separada per diferents circumstàncies el 1940. Malgrat la "melindrositat" de la història, els crítics van elogiar les actuacions dels actors protagonistes. McAdams va ser nominada per aquests dos papers a gairebé una dotzena de premis, la majoria eren dels MTV Movie i els Teen Choice.
El 2005 va protagonitzar tres pel·lícules. En Wedding Crashers, una comèdia de gran èxit, va interpretar a Claire Cleary, la filla d'un influent polític i amb un interès amorós d'Owen Wilson. Després va aparèixer al costat de Cillian Murphy en Red Eye, un thriller en el qual Rachel es posa en la pell de Lisa Reisert, una dona amenaçada a bord d'un vol nocturn pel seu company de seient. La seva última pel·lícula va ser la comèdia dramàtica The Family Stone, amb Diane Keaton, Sarah Jessica Parker, Luke Wilson i Claire Danes.

### Descans professional i retorn (2006-2008)
McAdams es va retirar de la vida pública entre 2006 i 2007, prenent-se un temps lliure per dedicar-se a la seva família i a ella mateixa. Durant aquest període, l'actriu va rebutjar papers en pel·lícules com El diable es vesteix de Prada (2006), Casino Royale (2006), Mission: Impossible III (2006) i Superagent 86 (pel·lícula) (2008).
Al febrer de 2006, va interpretar l'obra de Eve Ensler, The Vagina Monologues, en el "St. Lawrence Centre for the Arts", a Toronto, recaptant fons pel V-day. Aquest mateix any també va ser candidata al Premi Orange a l'estrella emergent, atorgat per l'Acadèmia Britànica de les Arts Cinematogràfiques i de la Televisió i va fer de presentadora en la 78ª edició dels premis Oscar, lliurant el premi a l'assoliment científic o tècnic.
El 2008, va tornar amb dues pel·lícules poc destacades: la primera va ser Married Life, pel·lícula en la qual va compartir crèdits amb Pierce Brosnan, Chris Cooper i Patricia Clarkson. La seva segona pel·lícula va ser The Lucky Ones, una història de tres soldats que tornen a casa després de la Guerra de l'Iraq i que no es coneixen. Ambdues pel·lícules van ser un fracàs de taquilla, però els crítics van elogiar les interpretacions de McAdams.

### Tornada a la fama (2009-2011)

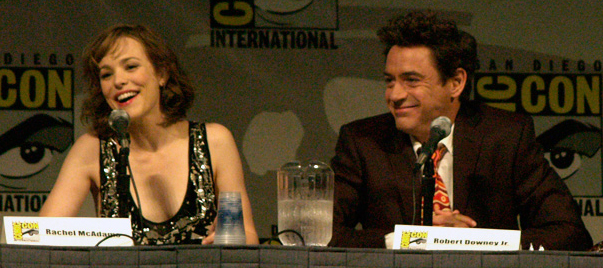
McAdams i Robert Downey Jr. durant la promoció de la pel·lícula de Sherlock Holmes en el Comic-Amb (2009).

El 2009, intervé en tres pel·lícules. State of Play, un thriller polític basat en la L'ombra del poder de la BBC, coprotagonitzat per Russell Crowe, Helen Mirren i Ben Affleck. El seu següent projecte seria el drama romàntic The Time Traveler's Wife, pel·lícula basada en la novel·la del mateix nom, escrita per Audrey Niffenegger i publicada el 2003. La seva tercera i última pel·lícula el 2009 va ser Sherlock Holmes, nova adaptació del personatge creat per Arthur Conan Doyle, dirigida per Guy Ritchie. Robert Downey Jr. i Jude Law van interpretar a Holmes i John H. Watson, respectivament, mentre que McAdams va interpretar a Irene Adler, una dona fatal de Nova Jersey que una vegada va vèncer a Holmes, que guanya a contracor el seu respecte i que manté una tempestuosa relació amb el detectiu. La pel·lícula va ser un èxit, tant de crítica com de públic, i la interpretació de McAdams com Adler va ser molt elogiada.
El 2010 només va participar en una pel·lícula: Morning Glory, una comèdia coprotagonitzada per Harrison Ford i Diane Keaton. La pel·lícula va tenir una modesta acceptació tant per la crítica, com pel públic.
El 2011, McAdams va protagonitzar, de nou juntament amb Owen Wilson, la pel·lícula Midnight in Paris, comèdia romàntica escrita i dirigida per Woody Allen. Allen va escollir a McAdams per al paper d'Inez, per recomanació de la seva antiga companya Diane Keaton. La pel·lícula es va presentar en l'obertura del Festival de Cannes de 2011, i va ser la més taquillera d'Allen als Estats Units. Aquell mateix any va tornar a interpretar a Irene Adler en la seqüela Sherlock Holmes: Un joc d'ombres.

### Últims treballs (2012)
El 2012 McAdams va actuar en el drama romàntic The Vow. McAdams i Channing Tatum van interpretar a una parella d'acabats de casar que tracten de reconstruir la seva relació després que un accident de cotxe deixa a la dona sense records del seu matrimoni. La pel·lícula està basada en una història real, i es va estrenar coincidint amb el Dia de Sant Valentí.
El 2013 va coprotagonitzar al costat de Domhnall Gleeson, About Time, molt ben acollida per les crítiques dels experts i del públic que li van atorgar el seu premi en el Festival de Sant Sebastià aquest mateix any. Hi interpreta l'amor veritable de Tim (Domhnall Gleeson) que als 21 anys descobreix que és capaç de viatjar en el temps. El 2015 va interpretar a l'agent Ani Bezzerides en la segona temporada de la sèrie televisiva True Detective.
Aquest mateix any McAdams va ser seleccionada per Marvel Studios per aparèixer en un paper protagonista en la pel·lícula Doctor Strange, que es va estrenar el novembre de 2016.
El 14 de gener de 2016 rep la seva primera nominació als Premis Oscar en la categoria millor actriu secundària pel seu paper en la pel·lícula Spotlight. A l'octubre del 2016 Rachel McAdams es va unir a la pel·lícula Disobedience, al costat de Rachel Weisz. El debut en anglès com a director del realitzador xilè Sebastián Lelio es va anunciar el gener de 2017 a Londres. El gener del 2017 també es va anunciar que Jason Bateman i Rachel McAdams serien contractats per protagonitzar una nova comèdia per New Line titulada Game Nigth. John Francis Daley i Jonathan Goldstein dirigiran el projecte que serà produït per Bateman juntament amb James Garavente per Aggregate Films.

## Vida personal
McAdams viu a "Harbord Village" a Toronto, Ontario, Canadà. Comparteix casa amb el seu germà gran. No obstant això, té la Green Card (La Targeta de Residència Permanent als Estats Units).

## Filmografia

### Cinema
| Any  | Pel·lícula                               | Paper                         | Notes    |
| ---- | ---------------------------------------- | ----------------------------- | -------- |
| 2001 | My Name is Tanino                        | Sally Garfield                |          |
| 2002 | Guilt by Association                     | Danielle Mason                | Telefilm |
| 2002 | Perfect Pie                              | Patsy Grady (15 anys)         |          |
| 2002 | The Hot Chick                            | Jessica Spencer/Clive Maxtone |          |
| 2004 | Mean Girls                               | Regina George                 |          |
| 2004 | The Notebook                             | Allison "Allie" Hamilton      |          |
| 2005 | De boda en boda (Wedding Crashers)       | Claire Cleary                 |          |
| 2005 | Red Eye                                  | Lisa Reisert                  |          |
| 2005 | La joia de la família (The Family Stone) | Amy Stone                     |          |
| 2007 | Married Life                             | Kay Nesbitt                   |          |
| 2008 | The Lucky Ones                           | Colee Dunn                    |          |
| 2009 | State of Play                            | Della Frye                    |          |
| 2009 | The Time Traveler's Wife                 | Claire Abshire                |          |
| 2009 | Sherlock Holmes                          | Irene Adler                   |          |
| 2010 | Morning Glory                            | Becky Fuller                  |          |
| 2011 | Midnight in Paris                        | Inez                          |          |
| 2011 | Sherlock Holmes: Un joc d'ombres         | Irene Adler                   |          |
| 2012 | The Vow                                  | Paige Collins                 |          |
| 2012 | To the Wonder                            | Jane                          |          |
| 2012 | Passion                                  | Christine                     |          |
| 2013 | About Time                               | Mary                          |          |
| 2014 | A Most Wanted Man                        | Annabel Richter               |          |
| 2015 | Every Thing Will Be Fine                 | Sara                          |          |
| 2015 | Aloha                                    | Tray Goodrow                  |          |
| 2015 | Southpaw                                 | Maureen Hope                  |          |
| 2015 | Spotligth                                | Sacha Pfeiffer                |          |
| 2016 | Doctor Strange                           | Christine Palmer              |          |
| 2017 | Disobedience                             | Esti                          |          |
| 2018 | Game Night                               | Annie Davis                   |          |

2021 
Eurovision
Sigrit

### Televisió
| Anys    | Títol                   | Paper              | Notes                                             |
| ------- | ----------------------- | ------------------ | ------------------------------------------------- |
| 2001    | Shotgun Love Dolls      | Beth Swanson       | Episodi: "Pilot"                                  |
| 2001    | The Famous Jett Jackson | Hannah Grant       | Episodi: "Food for Thought"                       |
| 2002    | Earth: Final Conflict   | Christine Bickwell | Episodi: "Atavus High"                            |
| 2003-05 | Slings and Arrows       | Kate McNeil        | Personatge secundari (Temporades 1–2); 7 episodis |

### Cinema (Veu)
| Any  | Títol                | Paper         | Notes      |
| ---- | -------------------- | ------------- | ---------- |
| 2014 | Take Me to the River | Narradora     | Documental |
| 2015 | El petit Príncep     | La mare (veu) |            |

## Premis i nominacions
| Any  | Premi                  | Categoria                                                                               | Treball                             | Resultat   |
| ---- | ---------------------- | --------------------------------------------------------------------------------------- | ----------------------------------- | ---------- |
| 2002 | Premis Genie           | Millor actuació per una actriu en un paper secundari                                    | Perfect Pie                         | Nominada   |
| 2004 | Premis Gemini          | Millor actuació per una actriu en paper secundari en una sèrie dramàtica                | Slings and Arrows                   | Guanyadora |
| 2005 | Premis MTV Movie       | Millor actriu revelació                                                                 | Mean Girls                          | Guanyadora |
| 2005 | Premis MTV Movie       | Millor dolent                                                                           | Mean Girls                          | Nominada   |
| 2005 | Premis MTV Movie       | Millor equip en pantalla (compartit amb Lindsay Lohan, Lacey Chabert i Amanda Seyfried) | Mean Girls                          | Guanyadora |
| 2005 | Premis MTV Movie       | Millor actriu                                                                           | The Notebook                        | Nominada   |
| 2005 | Premis MTV Movie       | Millor petó (compartit amb Ryan Gosling)                                                | The Notebook                        | Guanyadora |
| 2005 | Premis Teen Choice     | Actriu de pel·lícula – drama                                                            | The Notebook                        | Guanyadora |
| 2005 | Premis Teen Choice     | Química de pel·lícula (compartit amb Ryan Gosling)                                      | The Notebook                        | Guanyadora |
| 2005 | Premis Teen Choice     | Petó de pel·lícula (compartit amb Ryan Gosling)                                         | The Notebook                        | Guanyadora |
| 2005 | Premis Teen Choice     | Escena d'amor en una pel·lícula (compartit amb Ryan Gosling)                            | The Notebook                        | Guanyadora |
| 2005 | Premis ShoWest         | Actriu de repartiment de l'any                                                          | Mean Girls i The Notebook           | Guanyadora |
| 2006 | Premis Gemini          | Millor actuació per una actriu convidada en una sèrie dramàtica                         | Slings and Arrows                   | Nominada   |
| 2006 | Premis MTV Movie       | Millor actuació                                                                         | Red Eye                             | Nominada   |
| 2006 | Premis Teen Choice     | Actriu de pel·lícula - comèdia                                                          | Wedding Crashers i The Family Stone | Guanyadora |
| 2009 | Premis ShoWest         | Estrella femenina de l'any                                                              | -                                   | Guanyadora |
| 2010 | Premis Teen Choice     | Actriu de pel·lícula - aventura d'acció                                                 | Sherlock Holmes                     | Guanyadora |
| 2012 | Premis Teen Choice     | Actriu de pel·lícula - drama                                                            | The Vow                             | Nominada   |
| 2012 | Premis MTV Movie       | Millor petó (compartit amb Channing Tatum)                                              | The Vow                             | Nominada   |
| 2013 | People's Choice Awards | Actriu favorita de pel·lícula dramàtica                                                 | The Vow                             | Nominada   |
| 2013 | People's Choice Awards | Química favorita en pantalla (compartit amb Channing Tatum)                             | The Vow                             | Nominada   |

### Oscar
| Any  | Categoria                           | Pel·lícula | Resultat |
| ---- | ----------------------------------- | ---------- | -------- |
| 2015 | Oscar a la millor actriu secundària | Spotlight  | nominada |

### BAFTA
| Any  | Categoria                          | Resultat |
| ---- | ---------------------------------- | -------- |
| 2006 | Premi Orange a l'estrella emergent | nominada |

### Sindicat d'Actors
| Any  | Categoria                    | Pel·lícula        | Resultat |
| ---- | ---------------------------- | ----------------- | -------- |
| 2010 | Millor repartiment           | Midnight in Paris | nominada |
| 2015 | Millor actriu de repartiment | Spotlight         | nominada |
| 2015 | Millor repartiment           | Spotlight         | Ganadora |

### Crítica Cinematogràfica
| Any  | Categoria                            | Pel·lícula     | Resultat   |
| ---- | ------------------------------------ | -------------- | ---------- |
| 2015 | Millor actriu de repartiment         | Spotlight      | nominada   |
| 2015 | Millor repartiment                   | Spotlight      | guanyadora |
| 2015 | Millor actriu - Minisèrie o telefilm | True Detective | nominada   |

### Satellite
| Any  | Categoria                                        | Pel·lícula          | Resultat   |
| ---- | ------------------------------------------------ | ------------------- | ---------- |
| 2005 | Millor actriu de repartiment - Musical o Comèdia | The Family Stone    | nominada   |
| 2010 | Millor actriu de repartiment                     | Midnight in Paris   | nominada   |
| 2015 | Millor actriu de repartiment - Drama             | Spotlight\|nominada |            |
| 2015 | Millor repartiment                               | Spotlight\|nominada | Guanyadora |

### Saturn
| Any  | Categoria                    | Pel·lícula      | Resultat |
| ---- | ---------------------------- | --------------- | -------- |
| 2005 | Millor actriu                | Red Eye         | nominada |
| 2009 | Millor actriu de repartiment | Sherlock Holmes | nominada |